# Sędowice (kolonia w województwie lubelskim)
Sędowice – kolonia w Polsce położona w województwie lubelskim, w powiecie ryckim, w gminie Ryki.
W latach 1975–1998 miejscowość położona była w województwie lubelskim.